# Alexandre Anselmet
Alexandre Anselmet (* 11. April 1980 in Chambéry) ist ein ehemaliger französischer Skirennläufer. Seine Spezialdisziplin war der Slalom.

## Karriere
Anselmet bestritt die ersten FIS-Rennen im Dezember 1995, der erste Start im Europacup folgte im Januar 1998. Sein erster großer Erfolg gelang ihm bei den Juniorenweltmeisterschaften 1999 im französischen Pra-Loup mit dem Gewinn der Bronzemedaille im Slalom. Ein Jahr später belegte er in Québec den vierten Slalomrang.
Sein Debüt im Skiweltcup gab Anselmet bei den Slalomrennen von Aspen im November 2001. Am 6. Januar 2002 erreichte er in Adelboden Rang 26 und holte erstmals Weltcuppunkte. Danach konnte er aber lange Zeit nicht punkten, denn ihm gelang meist nicht die Qualifikation für den zweiten Lauf. Erst im März 2006 belegte er in den beiden Slaloms im japanischen Shigakōgen die Plätze 21 und 16 und gewann damit erstmals seit vier Jahren wieder Weltcuppunkte.
Am 3. Dezember 2006 erreichte Anselmet sein bestes Weltcupergebnis: Im Slalom von Beaver Creek konnte er vom 29. Rang nach dem ersten Durchgang mit Bestzeit im zweiten Lauf auf Platz sieben vorfahren. An diesen Erfolg konnte er aber vorerst nicht anschließen, denn immer wieder hatte der Franzose mit Ausfällen zu kämpfen oder schaffte die Qualifikation für den zweiten Lauf nicht. Von den folgenden 19 Rennen beendete er nur 3 im Ziel. Erst im Januar 2009 gelang ihm in Zagreb mit Rang 12 wieder ein gutes Resultat.
Bei seinen beiden Weltmeisterschaftsteilnahmen in Åre 2007 und Val-d’Isère 2009 startete er jeweils im Slalom, kam aber beide Male nicht ins Ziel. Nach der Saison 2009/2010 beendete Anselmet seine Karriere.

## Sportliche Erfolge

### Juniorenweltmeisterschaften
- Pra-Loup 1999: 3. Slalom
- Québec 2000: 4. Slalom, 27. Riesenslalom, 50. Abfahrt

### Weltcup
- 1 Platzierung unter den besten zehn, weitere zweimal unter den besten 20

### Weitere Erfolge
- 4 Podestplätze im Europacup
- 20 Siege in FIS-Rennen (19× Slalom, 1× Riesenslalom)